# Limaria hians
Limaria hians is een tweekleppigensoort uit de familie van de Limidae. De wetenschappelijke naam van de soort is voor het eerst geldig gepubliceerd in 1791 door Gmelin.
Hij heeft een enorm aantal zintuigen rond zijn mantelrand, onder andere goed ontwikkelde ogen en tasttentakels.